# Ямна (приток Мещены)
Ямна — река в России, протекает по Торопецкому району Тверской области. Исток реки находится у нежилой деревни Носово, далее река течёт на северо-запад. Устье реки находится в 3 км по левому берегу реки Мещена. Длина реки составляет 11 км. На реке стоят деревни Кудрявцевского сельского поселения: Зеленки (исключена в 1998 году), Оськино, Выдры, Беляево.

## Данные водного реестра
По данным государственного водного реестра России относится к Балтийскому бассейновому округу, водохозяйственный участок реки — Ловать и Пола, речной подбассейн реки — Волхов. Относится к речному бассейну реки Нева (включая бассейны рек Онежского и Ладожского озера).
Код объекта в государственном водном реестре — 01040200312102000023353.